# Goinico
Goinico di Serbia o Gojnik Vlastimirović (in serbo Гојник?, Gojnik, in latino Goinicus) (... – prima dell'896) fu uno zupano serbo che esercitò la sua autorità in Rascia, nel Principato di Serbia, tra l'850 e l'870 circa assieme ai suoi fratelli Mutimiro (a cui era sottoposto) e Stroimiro.
Era un figlio minore di Vlastimiro, che regnò dall'836 all'850 circa. Goinico, assieme ai suoi fratelli Stroimiro e Mutimiro, rimase al potere della Serbia, sia pur con un ruolo meno influente del suo fratello maggiore Mutimiro. I tre principi sconfissero l'esercito della Bulgaria inviato da Boris I e guidato dal figlio di quest'ultimo, Vladimiro, che, assieme a dodici boiardi, fu catturato dalle truppe serbe. Quando fu poi concordata una pace, i due figli di Mutimiro, Pribislavo e Stefano Mutimirović, scortarono i prigionieri verso il confine a Ras. Lì Boris riservò loro ricchi doni e ricevette in cambio da Mutimir due schiavi, due falchi, due cani e ottanta pellicce.
Dopo che, per motivi ignoti, scoppiò tra i fratelli minori e Mutimiro una lotta per il potere, Stroimiro e Goinico furono catturati ed esiliati dal khan bulgaro Boris I nell'855-856. Mutimiro destituì entrambi i suoi consanguinei e regnò poi come unico sovrano fino all'891. Sia Stroimiro che Goinico persero i loro titoli di principi di Serbia e furono trattenuti a Pliska, la capitale bulgara, quando il khan decise di tenerli come prigionieri per evitare una nuova crisi dei rapporti bilaterali con la Serbia. Nonostante tutto, i due fratelli esiliati furono trattati bene dai bulgari, come dimostra il fatto che il khan Boris in persona provvide a combinare il matrimonio di Clonimiro, figlio di Stroimiro, con una donna ignota.

### Fonti primarie
- Costantino Porfirogenito, De administrando imperio, a cura di Gyula Moravcsik, traduzione di Romillyi J. H. Jenkins, Dumbarton Oaks Center for Byzantine Studies, 1967, ISBN 978-0-88402-021-9.

### Fonti secondarie
- (EN) Sima Ćirković, The Serbs, Malden, Blackwell Publishing, 2004, ISBN 978-14-05-14291-5.
- (EN) John Van Antwerp Jr. Fine, The Early Medieval Balkans: A Critical Survey from the Sixth to the Late Twelfth Century, Ann Arbor, University of Michigan Press, 1991, ISBN 0-472-08149-7.